# Dramlja
Dramlja – wieś w Słowenii, w gminie Brežice. W 2018 roku liczyła 67 mieszkańców.